# Курач Валерій Адамович
Вале́рій Ада́мович Ку́рач — український військовик, полковник, учасник російсько-української війни. Командир 79-ї окремої десантно-штурмової бригади Збройних Сил України (2016—2019).[уточнити] Позивний «Самара».

## Біографія
У 2012 році підполковник Курач керував зведеним батальйоном під час навчань на Широкому Лані.

### Російсько-українська війна
1 березня 2014 року 79-та окрема аеромобільна бригада висунулася з Миколаєва в бік Красноперекопська. Вночі частина дійшла до Чаплинки в очікуванні подальшого наказу до входу в Крим. За особистим проханням Курача, майор Дмитро Марченко виїхав з метою розвідки в район Перекопського валу та Джанкойського аеродрому. Через велике скупчення російських військ на кордоні АР Крим і Херсонської області операція була скасована і прорив до Красноперекопську не відбувся.
У березні 2014 року разом з частиною перебував на блокпостах по межі із загарбаним Російською федерацією Кримом — у селах Ставки й Преображенка Каланчацького району.
Брав участь у бойових діях із повернення контролю над російсько-українським кордоном у Донецькій та Луганській областях.
Станом на квітень 2019 року вже не був командиром 79-ї бригади, перебував у запасі у званні полковника.
У 2024-му році стало відомо, що окупанти заочно засудили Валерія до понад 24 років колонії суворого режиму за нібито відданий наказ своїм підлеглим обстрілювати житлові будинки в селі Саханка Донецької області в березні 2019 року.
У грудні 2024, коли ЗСУ опинилися в оточенні біля Курахового, кореспондентка Юлія Кирієнко-Мерінова заявила, що кілька підрозділів опинились в оточенні без команди на вихід від полковника тактичного угрупування Курача Валерія.

## Діяльність

### Політична
У лютому 2018 року Курач виступив на підтримку міського голови Одеси Геннадія Труханова.

## Нагороди
- Орден Богдана Хмельницького III ступеня (19 липня 2014) — за особисту мужність і героїзм, виявлені у захисті державного суверенітету та територіальної цілісності України.[11]
- Орден «За мужність» III ступеня (2 серпня 2014) — за особисту мужність і героїзм, виявлені у захисті державного суверенітету та територіальної цілісності України.[12]

## Цитати
Під час боїв на російському кордоні, коли українські війська обстрілювали зі своєї території Збройні сили РФ, у зверненні до Віктора Муженка:

| Я не могу смотреть на то как ребят расстреливают «Градами», а они не могут дать ответ! Дайте мне приказ начать третью мировую войну, дайте мне приказ. |
| |